# Iron Fist (comics)
Pour les articles homonymes, voir Iron Fist.
Daniel « Danny » Rand, alias Iron Fist (litt. le « Poing de fer » en français) est un super-héros évoluant dans l'univers Marvel de la maison d'édition Marvel Comics. Créé par le scénariste Roy Thomas et le dessinateur Gil Kane, le personnage de fiction apparaît pour la première fois dans le comic book Marvel Premiere #15 en mai 1974.
Iron Fist est un spécialiste des arts martiaux. Son créateur Roy Thomas s'est inspiré des films de Bruce Lee et du nom d'Iron Man pour plaire à Stan Lee.
Dans la série animée Ultimate Spider-Man dont il est un personnage récurrent, son nom est traduit en « Poing d'acier ».

## Historique de la publication
Le personnage d'Iron Fist est créé en 1974 à la suite de la vogue des arts martiaux dans les médias au début des années 1970. Précédemment en 1973, le personnage de Shang-Chi avait aussi été créé dans Special Marvel Edition #15 par Steve Englehart et Jim Starlin.
Iron Fist apparaît ensuite dans le magazine Deadly Hands of Kung Fu avec Shang-Chi, Sons of the Tiger de Steve Englehart et Jim Starlin, White Tiger de Bill Mantlo et George Pérez et Daughters of the Dragon de Chris Claremont et John Byrne, d'où sortent les personnages de Colleen Wing et Misty Knight.
En juin 2014, la série Iron Fist, the Living Weapon (L'arme vivante) démarre aux États-Unis et dure 12 numéros. Reprise en main entièrement (scénario et dessins) par Kaare Andrews, auteur canadien qui a déjà été sur des séries de Hulk ou Spider-Man, l'histoire est plus centrée sur le personnage de Daniel Rand, riche et seul après avoir perdu sa famille, sa petite amie (Misty Knight) et son enfant. Se posant des questions et un peu à la dérive, il doit lutter mentalement plutôt que physiquement. La conclusion remet aussi en cause le fonctionnement de K'un L'un, mais sans y apporter encore de réponse.
Après le crossover Secret Wars (3e série du nom) qui implique la totalité du monde Marvel, Iron Fist reforme son duo avec Luke Cage dans une nouvelle série, Power Man and Iron Fist, le volume 3 du nom. La série débute en avril 2016 aux États-Unis.
Une nouvelle série solo de Iron Fist est prévue pour accompagner la sortie de la série Netflix sur le personnage, prévue pour le 17 mars 2017.

## Biographie du personnage

### Origines et parcours
En route vers la cité mystique de K'un L'un,, cachée au cœur de l'Himalaya et qui n’apparaît que tous les 15 ans (celle-ci se situant dans une autre dimension), le père de Danny Rand est tué par son associé, Harold Meachum (en). Sa mère se sacrifie, en se laissant dévorer par une meute de loups, afin de sauver Danny. Recueilli dans la cité cachée de K'un L'un, Danny est formé par Lei Kung (Le Tonnerre) qui lui enseigne les arts martiaux. Mais Danny, encore enfant, n'a qu'un seul but : la vengeance.
L’épreuve ultime de son initiation est l’affrontement contre Shou-Lao l'Immortel, un dragon. Vainqueur, Danny Rand plonge ses mains dans le cœur en fusion du dragon, acquérant le pouvoir du « Poing de fer ». Il devient Iron Fist.
Dix ans après la mort de ses parents, Danny Rand revient dans le monde occidental.
Harold Meachum, redoutant son retour, a fait édifier un gratte-ciel rempli de pièges mortels et se terre à l'intérieur. Danny, déjouant tous les pièges, parvient jusqu’à Meachum mais est alors pris de pitié quand il s’apprête à exercer sa vengeance : il s'avère que Meachum a eu les deux jambes gelées dans l'Himalaya après avoir abandonné Danny et sa mère ; Rand découvre alors que la vengeance est une émotion qui ne mène à rien.
C'est alors qu'un ninja surgit et tue Harold Meachum ; la fille de Meachum croit pendant longtemps qu’Iron Fist est l’assassin de son père. Mais, par son absence de réaction aux menaces nombreuses dont il fait l’objet par la suite, Iron Fist finit par la convaincre que l'esprit de vengeance est négatif, et qu'il est innocent.

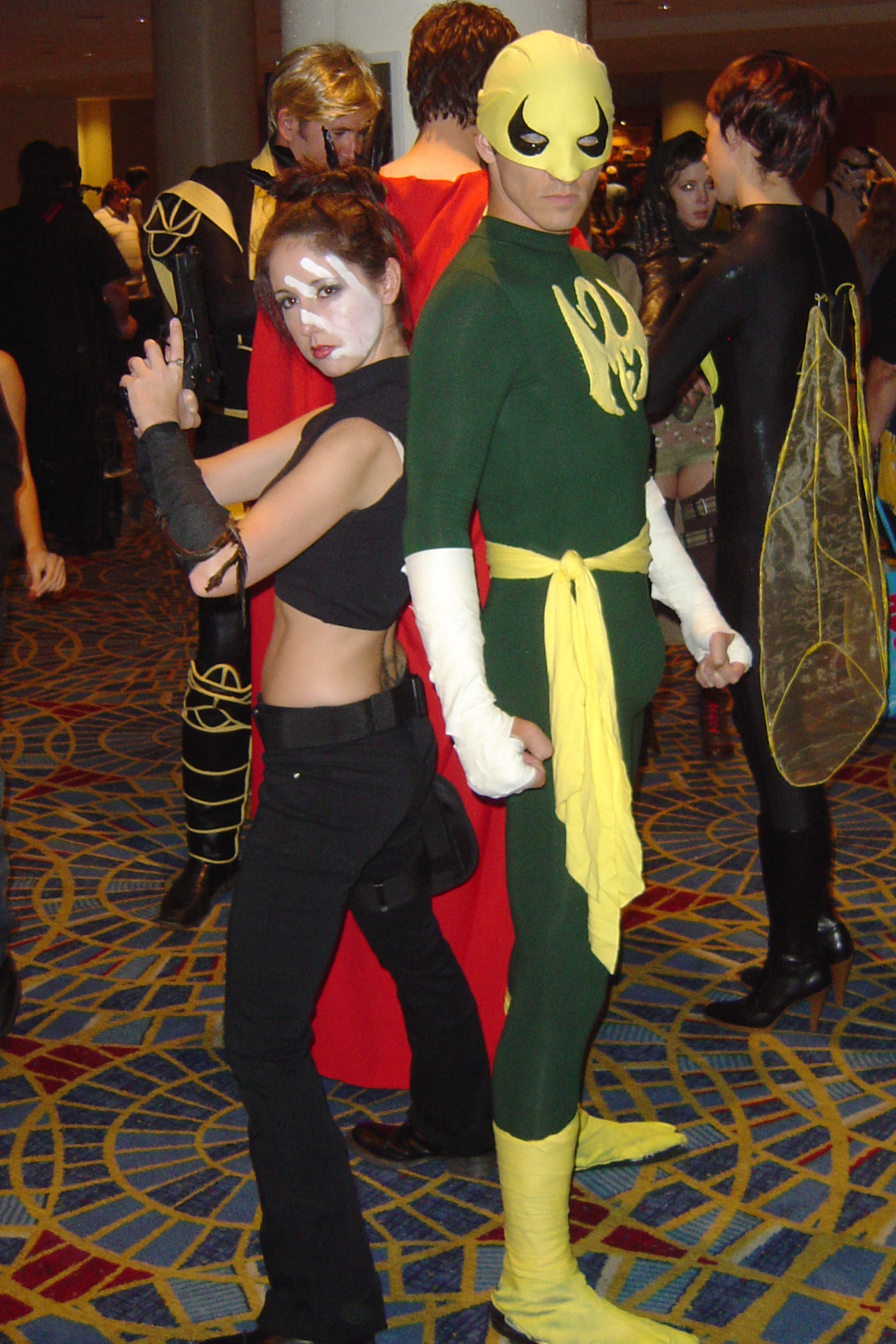
Cosplay d'Iron fist et d'Echo (Maya Lopez).

Lors de l'une de ses premières aventures, Danny Rand affronte le mutant Dents-de-sabre.
Au cours d'une tumultueuse rencontre entre Iron Fist et Wolverine, les deux hommes saccagent l'appartement partagé par Misty Knight et Jean Grey. Le malheureux Wolverine, à l'origine du combat, se trouve ensuite obligé de faire le ménage dans l'appartement dévasté...
Durant de nombreux épisodes, Iron Fist fait équipe avec Luke Cage (alias Power Man), au sein de l'équipe des Heroes for Hire (les « Héros à Louer ») jusqu'à sa mort présumée.
Lors d'une rencontre entre plusieurs héros Marvel (Namor, Wolverine et le Docteur Strange), il revient parmi les personnages actifs. Il retrouve ensuite son coéquipier Luke Cage et les deux font partie d'une des équipes de Vengeurs (les Nouveaux Vengeurs). Iron Fist est aussi membre actif des Défenseurs (« Defenders ») dans la série de 2016.

### Civil War
Lors du crossover Civil War, Daniel Rand se range dans le camp de Captain America, opposé au SuperHuman Registration Act. Il fait ensuite partie des New Avengers, groupe officieux comptant les rescapés des super-héros hors-la-loi.
Il se fait notamment passer pour Daredevil afin de protéger son ami Matt Murdock de la prison 42. Capturé par Iron Man, il lui tient tête.

### World War Hulk
Lors du crossover World War Hulk, Iron Fist tente de s'opposer aux alliés de Hulk qui attaquaient le « Sanctum Sanctorum » (manoir) du Docteur Strange. Il est vaincu par Hiroim et capturé en même temps que Ronin et Echo.

### Immortal Iron Fist
Dans la série Immortal Iron Fist (2007) scénarisée par Ed Brubaker et Matt Fraction, et dessinée par David Aja, de nouveaux horizons s'ouvrent au personnage d'Iron Fist. Il y est révélé que son principal pouvoir, le « Poing de fer » est bien plus ancien qu'il ne le croyait, car c'est un pouvoir dont de nombreuses autres personnes avant lui ont hérité, au fil des années, et qui peut même être partagé. Daniel Rand rencontre notamment Orson Randall, son prédécesseur toujours en vie. Ce dernier est cependant tué par Davos (Steel Serpent (en)), mais Danny absorbe le chi d'Orson, décuplant sa puissance et vient à bout de son ennemi de toujours.
On apprend alors qu'il y a eu soixante-six « Iron Fist » depuis le XIIIe siècle et que K'un-Lun n'est que l'une des Sept Cités Célestes, chacune ayant un champion différent. Les champions se rencontrent pour gagner le droit d'utiliser le passage dimensionnel qui permet la circulation entre la Terre et la cité gagnante.
Daniel perd au premier tour du tournoi contre Fat Cobra, mais met à jour un complot mené par le Yu-Ti visant à livrer la cité à HYDRA. Après avoir combattu les Armes Immortelles des autres cités, il s'allie avec eux et déjoue le complot. Lei Kung devient le nouveau dirigeant de K'un-Lun.
Les Armes Immortelles se mettent alors à enquêter sur une huitième cité, et finissent par découvrir qu'il s'agit d'une « prison » où furent enfermés les ennemis de K'un-Lun pendant des siècles. Après y être entrés par inadvertance, ils y rencontrent Master Khan, qui n'est nul autre que le tout premier Iron Fist et qui voulait devenir un tyran. Après l'avoir vaincu, les six compagnons rentrent à K'un-Lun et scellent à nouveau le passage.

### Power Man and Iron Fist
Dans le même temps, Rand aide à reformer le groupe des Défenseurs avec le Docteur Strange, Namor et la nouvelle Miss Hulk.
Sous son identité officielle de Daniel Rand, il ouvre une école d'arts martiaux (le « Thunder Dojo », « l'École du Tonnerre » en français) pour les enfants en difficulté et utilise le reste de sa fortune dans les bonnes œuvres. Il se sépare de Misty Knight qui, de son côté, reforme les Heroes for Hire.
L'esprit d'équipe de Daniel Rand le pousse finalement à reformer le duo de Heroes for Hire avec son partenaire Luke Cage (Power Man), qui est marié avec Jessica Jones, la détective privée d'Alias. Leur fille s'appelle d'ailleurs Daniela, en hommage au meilleur ami de Luke, Danny. Les deux affrontent notamment Alex Wilder (en), devenu un nouveau gangster de la ville, mais aussi Tombstone, Black Mariah (en) et Cockroach (en).

### Chez les New Avengers etAvengers vs. X-Men
Durant l'arc narratif chez les New Avengers (Avengers vs. X-Men), Iron Fist fait partie de la nouvelle équipe montée par Luke Cage aux côtés de Wolverine, la Chose, Miss Marvel (Carol Danvers), le Docteur Strange, Daredevil et Jessica Jones. Il entretient une relation amoureuse avec Jessica Drew.
Lors de l'attaque de New York par Agamotto, Iron Fist obtient notamment un costume blanc et or, qu'il garde à la place du vert d'origine.
Lors de l'arrivée du Phénix sur Terre, les héros sont accueillis à K'un-Lun par le Lei Kung le Tonnerre pour se cacher des mutants, devenus surpuissants et incontrôlables. Danny entraîne notamment Hope Summers au combat, puisqu'il semble y avoir un lien étroit entre Iron Fist et le Phénix.
Lorsque les mutants localisent finalement K'un-Lun, Daniel tente de défendre Hope, mais est éliminé par un Cyclope surpuissant grâce à la force Phénix.

### Damnation
Iron Fist fait partie de l'équipe des « Midnight Sons » (les « Fils de minuit »), formée par Wong pour sauver Stephen Strange (Docteur Strange) et Las Vegas de l'emprise du démon Méphisto.
Daniel et ses alliés (Blade, Elsa Bloodstone, Moon Knight, Docteur Vaudou et l'Homme-chose) font diversion auprès de Mephisto et ses démons pendant que Ghost Rider (Johnny Blaze) prend sa place laissée vacante en Enfer, libérant ainsi Strange et les Vengeurs.
Resté à Vegas, Danny rencontre Fat Cobra, qui lui apprend qu'un autre Iron Fist se trouve ici. Il s'agit en réalité de Orson Randall, ressuscité par Méphisto pour servir de distraction lors d'un combat contre les pires démons des enfers. En pariant son âme pour sauver celle de son prédécesseur, Danny s'allie à Orson et Cobra pour venir à bout des démons dans l'arène, et libérer l'esprit d'Orson.

### Living Weapon
Alors que la Tour Rand est en ruines et qu'il traverse une période de dépression, Danny Rand fait à nouveau face à des fantômes de son passé : Davos, allié à une armée de ninjas ressuscités de la Main, tente de détruire le dernier œuf du dragon Shou-Lao l'Immortel.
Pei, une jeune fille venue de K'un-Lun, lui demande de l'aide alors qu'elle a récupéré l’œuf et réussit à s'enfuir avec celui-ci jusqu'à New York. Avec l'aide de la fille de Harold Meachum, Pei parvient à s'enfuir et l’œuf éclot, donnant un bébé dragon nommé Gork. Danny découvre que Davos est en réalité manipulé par Shu-Hu, un robot maléfique auparavant contrôlé par Yu-Ti. Ce dernier, devenu indépendant, a pris le contrôle de K'un-Lun en tuant Lei Kung le Tonnerre, traumatisant à jamais Iron Fist.
Danny, vaincu par Shu-Hu, est soigné par Sparrow. Il absorbe le chi de tous les habitants de K'un-Lun et devient pendant un moment surpuissant, arrivant à vaincre le dieu antique qui avait pris possession de Shu-Hu. Le robot est vaincu et Sparrow peut devenir la nouvelle Tonnerre ; la paix revient à K'un-Lun. Cependant, Danny a perdu son chi et ne parvient plus à invoquer le Poing de fer.

### L'épreuve des Sept Maitres
À la suite des événements de Living Weapon, Daniel Rand est devenu un combattant alcoolique, sillonnant les cercles de combats clandestins dans des quartiers mal famés de Pékin en Chine. Il est approché par un mystérieux individu qui lui propose de l'accompagner sur une île où il pourrait récupérer son chi. Danny accepte.
L’île est en réalité un sanctuaire hébergeant d'anciens habitants de K'un-Lun dirigés par le véritable Shu-Hu, remplacé par un robot de Yu-Ti. Danny doit alors affronter sept champions, qu'il vainc, avant de pouvoir affronter Shu-Hu. Il parvient à battre ce dernier et est à nouveau digne du pouvoir du Poing de fer ; il noue une amitié avec l’Élu.
De retour à New York, il doit faire face à Shang-Chi, manipulé par un super-vilain nommé le Voyant. Il parvient à lever la manipulation et les deux hommes l'emportent sur le vilain. Cependant, le dirigeant de l’île des Sept maîtres avait profité de l'absence de Danny pour lancer un coup d’État à K'un-Lun. Avec l'aide inattendue de Dents-de-sabre et d'un Shou-Lao déchaîné, Iron Fist protège une nouvelle fois sa cité.

### Phantom Limb
Alors qu'il arrête les Démolisseurs, Danny échoue à sauver un jeune garçon qui se retrouve dans le coma. Sa culpabilité permet l'arrivée sur Terre d'un groupe de démons capables de transformer les humains en créatures monstrueuses, qui envahissent New York.
Malgré l'aide de Luke Cage, Daniel ne parvient pas à les stopper et se retrouve dans un cercle des Enfers. Il purge sa culpabilité, son sentiment d'être un voleur et de ne pas mériter le Poing de fer, en devant observer son reflet qui le met devant ses erreurs.
Il parvient finalement à déjouer le plan des démons en volant le chi de son propre reflet, et vainc le seigneur infernal, libérant les habitants transformés et renvoyant les monstres dans leur monde d'origine.

### Defenders
À la suite d'une vague de crime à New York, et à l'irruption d'Elektra dans la Rand Tower sur les ordres de la pègre, Iron Fist, Daredevil, Jessica Jones et Luke Cage décident de former une nouvelle équipe de Défenseurs.
Ils doivent notamment affronter Willis Stryker, qui terrorise même les autres barons comme Hammerhead et qui a envoyé la Chatte noire à l'hôpital.
Stryker vaincu, le criminel Hood (Parker Robbins) tente de prendre le contrôle de la pègre, mais une équipe largement renforcée de héros de ville l'attendent de pied ferme.

### Iron Fist No More
Les Sept cités sont à nouveau menacées lorsque le Maître de corvée s'en prend au dragon de la cité de Dog Brother. Le Hiérophante de la Huitième cité l'a engagé avec Lady Bullseye pour éliminer tous les dragons des cités. Danny, en compagnie de Luke, Fat Cobra, Dog Brother, la Fiancée des neuf araignées, Pei, Fooh (un vieux K'un-Lunan) et Gork (jeune Shou-Lao) tente de défendre les cités face à des hordes de morts vivants. La Magnifique fille du Tigre est tuée.
La cité de Z'Gambo apparaît au Wakanda, et Okoye y trouve John Aman, le Prince des orphelins, grièvement blessé. Ce dernier parviendra cependant à sauver l'équipe de l'Iron FIst, submergée par les ninjas zombifiés. Tous se rendent au Cœur du Paradis, où Okoye tue deux dragons restants, ne laissant que Gork seul garant de l'équilibre cosmique.
Danny affronte ensuite Okoye qui a volé le chi des dragons, avant de comprendre qu'il doivent faire équipe pour vaincre le Hiérophante. Alors que Fooh tente de fermer tous les portails menant aux cités, le groupe se rend dans la Huitième cité. L'équipe fait face au Dragon fantôme, et Danny est contraint de sacrifier Gork pour parvenir à le vaincre.
Le Hiérophante, parvenu à se débarrasser de Fooh, balaie les héros. Daniel, dans une ultime tentative, transmet le pouvoir de l'Iron Fist à Okoye. Le Hiérophante est finalement vaincu, et l'essence des Sept dragons retourne dans leurs cités respectives, laissant alors Daniel Rand dénué de tout pouvoir.

### Mort de Danny Rand
Après avoir fêté son 34e anniversaire avec Luke et Jeryn Hogarth, Danny tombe dans une embuscade à son appartement par le même Ch'i-Lin qui avait tenté de le tuer le jour de son 33e anniversaire et qui a maintenant pris possession du corps de Razor Fist. Ch'i-Lin étourdit Danny avec un brouillard illusoire et a engagé le Shocker pour garder Lin Lie et Pei occupés. Danny, dépourvu des pouvoirs de l'Iron Fist, est submergé et brutalement tué par Ch'i-Lin.
Il est ensuite enterré dans un cimetière en présence de Luke, Lie et de nombreux amis proches et anciens coéquipiers.
Dans les semaines suivant sa mort, une main squelettique bleue et lumineuse émerge de la tombe de Danny.

## Famille
Source : Marvel-world
- Wendell Rand-K'ai (père, décédé)
- Heather Duncan Rand (Silver Dragon, mère, décédée)
- Thomas Duncan (grand-père maternel)
- Miranda Rand-K'ai (Deathsting, demi-sœur aînée, décédée)
- Shakirah (mère de sa demi-sœur Miranda)
- Lord Tuan (Yu-Ti, grand-père paternel par adoption, décédé)
- Lord Nu-An (Yu-Ti, oncle paternel par adoption)
- Lady Ming (grand-mère paternelle par adoption, décédée)

## Pouvoirs et capacités

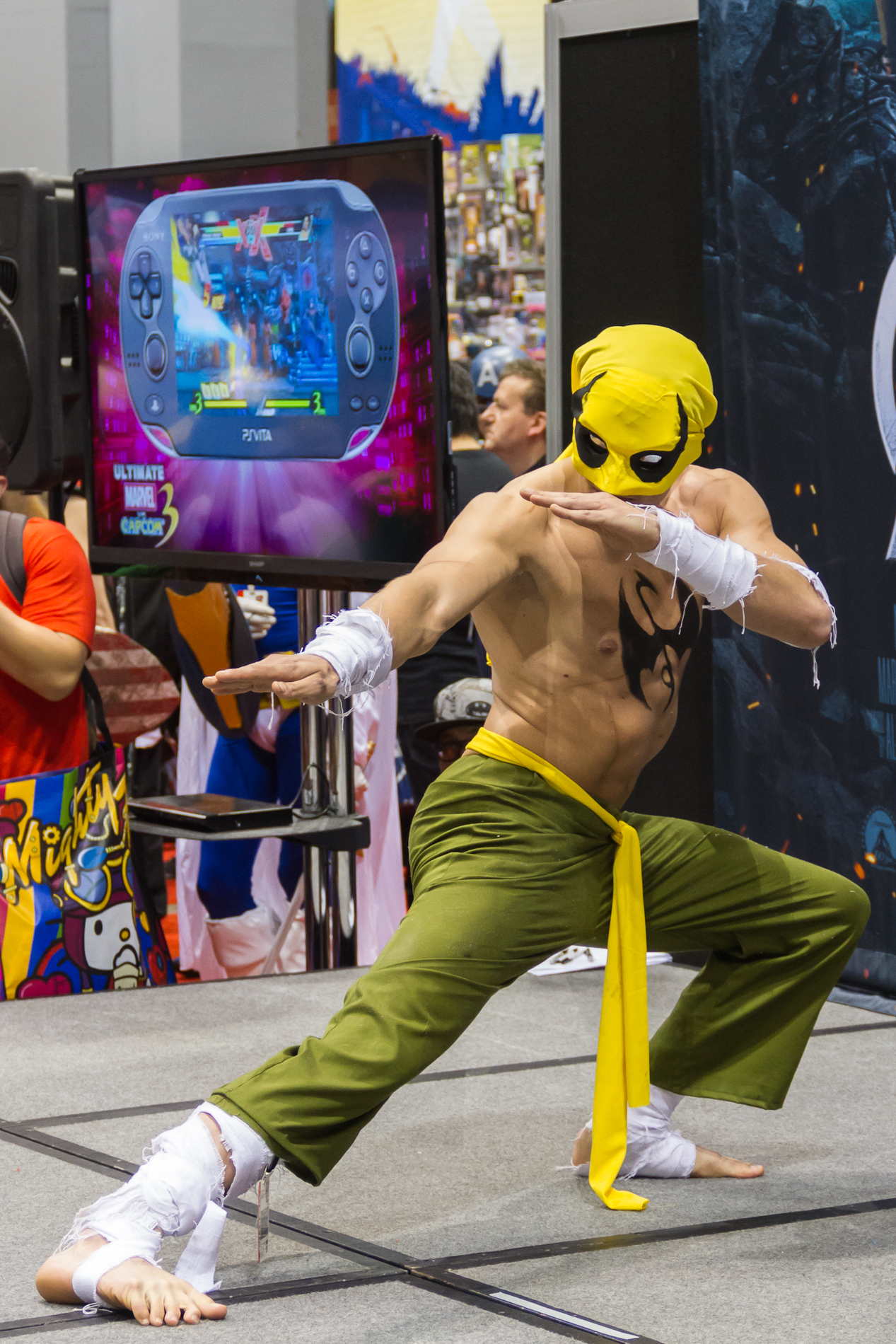
Cosplay d'Iron fist.

Après avoir suivi l’entraînement qui l'a fait devenir Iron Fist, Daniel Rand est devenu l'un des meilleurs spécialistes en arts martiaux du monde, notamment dans les arts martiaux de K'un Lun mais aussi dans les divers styles de combat de la Terre (comme le kung-fu Shaolin, l'aikido, le style de la grue blanche, le judo, le karate, le muay-thaï, le ninjutsu, le wushu et le wing chun). Il est aussi un expert dans l'utilisation des armes habituellement associées avec ces disciplines, comme les nunchakus ou les bâtons.
Grâce à son entraînement rigoureux, Daniel Rand est capable de s’adapter avec une certaine facilité à des environnements hostiles (par ex. un froid intense) sans en souffrir particulièrement ; il contrôle aussi l’ensemble de son système nerveux, ce qui lui donne la capacité de s’insensibiliser à la douleur. C'est également un acrobate et un gymnaste chevronné.
Lorsque Daniel Rand plongea ses poings dans le cœur fondu du dragon Shou-Lao l'Immortel, l'énergie surhumaine du dragon fut infusée dans son corps. Ceci, en complément de sa formation donnée par Lei Kung Le Tonnerre, lui accorda le pouvoir du « Poing de fer », lui permettant de convoquer et de concentrer son énergie chi (également appelée « énergie naturelle » ou « énergie vitale ») afin d'améliorer ses capacités naturelles physiques et mentales à des niveaux extraordinaires.
- Sa force, son endurance, sa durabilité, son agilité, sa vitesse, ses réflexes et ses cinq sens sont fortement intensifiés. Ses réflexes sont décuplés au point de pouvoir attraper une balle tirée sur lui.
- En concentrant son chi, son poing devient lumineux et aussi dur que le fer. À ses débuts, il devait se concentrer pour parvenir à endurcir son poing, et l'opération le laissait en général dans un état de fatigue en cas d'utilisation prolongée. Depuis, il contrôle parfaitement son pouvoir et peut canaliser le Poing de fer dans ses deux poings, voire dans ses pieds.
- On l'a déjà vu utiliser son chi en d'autres occasions, par exemple pour stopper la douleur ou pour guérir plus rapidement d'une blessure non mortelle. Il s'en est aussi servi pour accroître sa précision quand il lance des objets, pour établir un lien psychique avec ses alliés, voire pour calmer une foule en furie. Il peut aussi l'utiliser pour créer des effets lumineux hypnotiques.
- Depuis sa rencontre avec Orson Randall, Rand a appris a utiliser son énergie de façon plus fine, étant désormais capable de projeter des salves de chi, d'empoisonner ses adversaires avec du « mauvais chi » ou de frapper des formes astrales. Depuis cette période, il est en possession du Livre du Poing de fer, un ouvrage qui raconte l’histoire de tous ses prédécesseurs et la manière de diversifier l’utilisation de son chi[1].

Le pouvoir d'Iron Fist semble avoir une importance particulière dans le monde magique, puisque même l'entité mystique Agamotto (en) a avoué ne rien pouvoir faire contre lui, Rand étant « béni par les arts mystiques ».

## Alliés
- Colleen Wing, une jeune femme, et son père archéologue ;
- Misty Knight, une femme manchot à la suite d'un attentat terroriste et qui possède un bras bionique conçu par Tony Stark, avec qui Daniel Rand a une longue liaison ;
- un irlandais, ancien poseur de bombes de l'IRA (Armée républicaine irlandaise) ;
- Luke Cage (Power Man), avec qui il crée l'entreprise Heroes for Hire (les « Héros à Louer » en VF) ;
- Peter Parker (Spider-Man) ;
- Matt Murdock (Daredevil).
- Stephen Strange (Docteur Strange)

## Les Iron Fist dans l'histoire
Daniel Rand n'est pas le premier Iron Fist. En réalité, il y en a eu 66 avant lui, qui sont tous décédés avant ou à l'âge de 33 ans. Les différents porteurs du Poing de fer, connus à ce jour, sont :
- Bei Ming-Tian (1194-1227) ;
- Wu Ao-Shi (1517-1550), une des seules femmes ayant porté l'uniforme d'Iron Fist ;
- Bei Bang-Wen (1827-1860), qui se maria et eut treize fils ;
- Orson Randall[6] (1900-2006), le prédécesseur de Danny, le seul avec lui à avoir dépassé l'âge de 33 ans.

## Publications du personnage
À la date de fin septembre 2017, le personnage d'Iron Fist a fait l'objet de plus de 200 épisodes de comic books où il est le héros principal. D'autres revues sont en cours de publication.
Iron Fist a aussi été membre des groupes des Vengeurs et des Défenseurs dans les séries New Avengers et The Defenders (vol. 4) et apparait dans diverses séries en compagnie d'autres héros Marvel.

## Apparitions dans d'autres médias
Sauf indication contraire, les informations mentionnées dans cette section peuvent être confirmées par la base de données cinématographiques IMDb,  présente dans la section « Liens externes ».

### Télévision
Séries d'animation
- 2012 : Avengers : L'Équipe des super-héros[15]
- 2012-2017 : Ultimate Spider-Man[16]

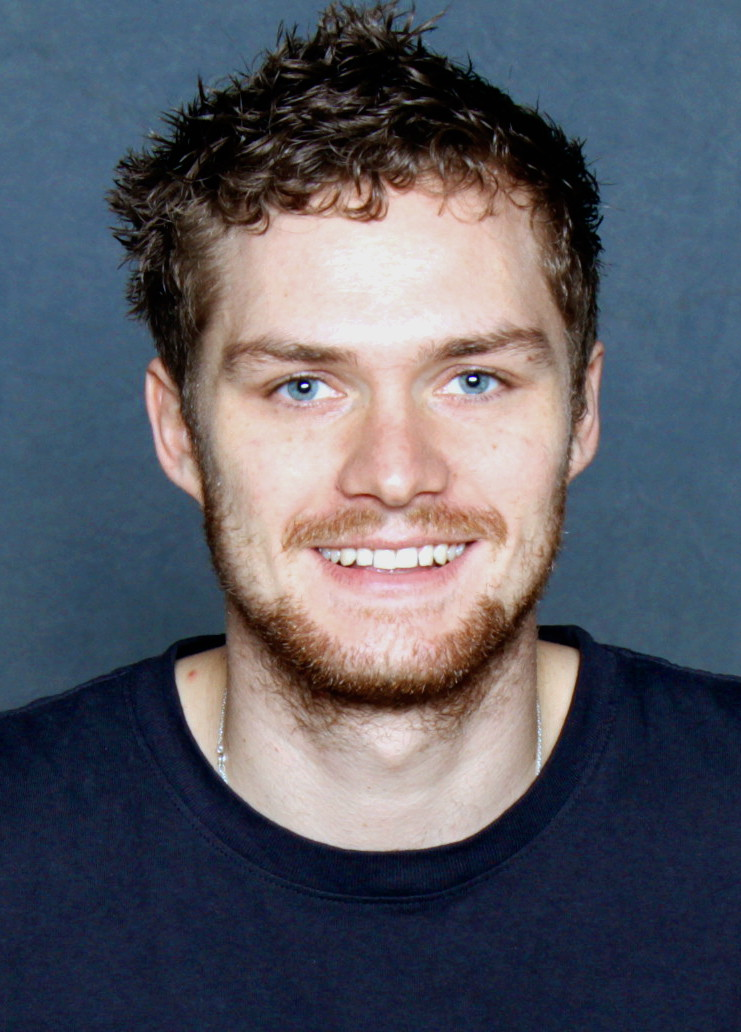
Finn Jones incarne Daniel Rand/Iron Fist dans les séries Netflix liées au MCU.

- 2025 : Eyes of Wakanda : Version féminine du personnage, nommée Jorani (VO : Jona Xiao (en) ; VF : Geneviève Doang).

Interprété par Finn Jones dans l'univers cinématographique Marvel
- 2017-2018 : Iron Fist (série télévisée)[18],[19]
- 2017 : The Defenders (série télévisée)[19]
- 2018 : Luke Cage (série télévisée)

### Jeu vidéo
- Marvel Snap

## Autour du personnage
- Iron Fist apprend les arts martiaux dans la cité cachée de K'un L'un, dans l'Himalaya. Cette cité serait inspirée d'une bande dessinée datant des années 1940, créée par Bill Everett[20].
- En 2006, un film basé sur le personnage est annoncé, avec l'acteur Ray Park dans le rôle-titre, mais le projet est finalement annulé.
- Dans la bande dessinée Les Simpson, le personnage de Lenny Leonard est « Iron Foot » de l'équipe « Heroes for Rent », un hommage évident au personnage d'Iron Fist[21].

### Sources
1. 1 2 3 4 5 6 7
2. 1 2
3. 1 2 3
4. 1 2
5. 1 2